# Leptoctenopsis mena
Leptoctenopsis mena är en fjärilsart som beskrevs av Druce 1892. Leptoctenopsis mena ingår i släktet Leptoctenopsis och familjen mätare. Inga underarter finns listade i Catalogue of Life.